# Варшавская конвенция (1733)
Варшавская конвенция — международный договор, заключенный 14 августа 1733 года в Варшаве между Российской империей, Австрийской империей и Курфюршеством Саксония.
По договору, Россия и Саксония обязывались 18 лет состоять в оборонительном союзе, гарантируя друг другу все их европейские владения и выставляя в случае войны вспомогательное войско: Россия — 2000 кавалерии и 4000 пехоты, Саксония — 1000 пехоты и 2000 кавалерии. Россия и Австрия, кроме того, обязывались помогать курфюрсту в достижении польского престола, а он признавал за Анной Иоанновной императорский титул, отказывался за Польшу от притязаний на Лифляндию и обещал удовлетворить все претензии России.
Через этот договор Россия и Австрия заранее распорядились престолом Речи Посполитой, и затем, когда на сейме большинство оказалось за избрание королем Станислава Лещинского, такое распоряжение было осуществлено силой российских войск.